# Гошуляк Йосип Григорович
Йосип (Осип) Григорович Гошуляк (7 жовтня 1922, село Паушівка (нині — Палашівка), нині Чортківського району Тернопільської області — 26 травня 2015, Торонто, Канада) — канадсько-український оперний і камерний співак (бас-баритон). Заслужений артист України.

## Життєпис
Народився в с. Палашівка Чортківського району (Тернопільщина) в багатодітній родині. Змалку мав хист до співу. Навчався у Чортківській ґімназії, під час Другої світової війни — у Станіславській духовній семінарії (нині Івано-Франківськ). У 1944 році подався на Захід у пошуках батьків, що були вивезені в Німеччину на примусові роботи.
У Гіршберґу в Німеччині продовжив навчатися у богословській семінарії і почав учитися вокалу в оперних співаків, педагогів Дометія Йохи-Березенця (Німеччина), Анни Ель-Тур у музичній консерваторії (Голландія, Амстердам, 1948–49). Співав у хорах В. Божика і драматичного театру В. Блавацького, був солістом семінарійного хору Мирослава Антоновича (Голландія). Духовну семінарію закінчив успішно, однак священиком не став.
У 1950 році разом із родиною еміґрував до Канади. Продовжив навчання вокалу в Королівській музичній консерваторії (Торонто) у класі оперної співачки Джіни Чіньї, під її керівництвом — в оперній студії Канадської оперної компанії (з перервами — 1952-57).
Здобув першу нагороду на Українському музичному фестивалі (Канада—США, 3–5.07.1954). Дебют як оперного співака відбувся в концертному залі «Мессей Голл» у партії Батька у «Купало» Анатоля Вахнянина (31.03.1957, концертна форма). У складі квартету брав участь у концерті вокалістів (8.04.1959). В обох заходах — симфонічний оркестр під орудою Лева Туркевича.
На канадській сцені театру «Гарт Гавз» дебютував у ролі Сенеки в опері «Коронація Поппеї» К. Монтеверді (25.04.1957).
Канадські музичні критики одразу ж запримітили співака: «…потужний голос і драматичний талант» (Г'ю Томпсон); «Йосип Гошуляк є справді винятковим басом з низьким рідкісним тембром» (Ельмо Кіпріотті, «Варсіті»); «Найкращий з наявних виконавців (народжений в Україні), який величаво виконує свої арії» («Канадієн енд Бродкастер Телескрін»); «Приємний і могутній спів-речиталь рідкісного голосу канадця українського походження, котрий зворушує своїм співом у визнаній традиції Шаляпіна й Крістофа» (Клайд Ґілмор, «Саунд Маґазін»).
Українські музичні критики визначали провідне місце Йосипа Гошуляка в ієрархії українських співаків:
За вокально-технічною та художньою досконалістю в оперному репертуарі співак не поступається видатному болгарському басові Борису Крістову, а у камерному — неперевершеному українському виконавцю Борису Гмирі»— співак Богдан Гнидь, 
Захоплююсь його могутнім центральним басом із густим низьким реґістром і легкими, майже баритоновими верхами. Його інтонація, фразування, дикція, осмислення деталей і всієї цілості вокального твору, нюансове розмаїття, а найбільше його інтелект і воля в пошуках і формуванні репертуару без перебільшення ставить Йосипа Гошуляка в ряд найвидатніших українських басів XX століття, таких як Михайло Донець, Платон Цесевич, Іван Стешенко, Іван Паторжинський, Борис Гмиря»—  диригент Іван Гамкало, 
Упродовж десяти років був провідним солістом Канадської оперної компанії, до 1976 — у всеканадських постановках опер у концертній формі. Співав побіч оперних співаків світового засягу як Мерилін Горн, Джон Вікерс, Луї Кіліко, Тереза Стратас, Марія К'яра, Хустіно Діас, Річард Кассілі та ін.
Був солістом багатоетнічних радіо- й телепроєктів «Пісні мого народу» та «Рапсодія».
За власні кошти видав три музичні альбоми українських пісень, арій та монологів. Солоспіви Йосипа Гошуляка транслювали престижні канадські радіомережі CJRT, CBC, CHIN. Співак також підготовляв для всеканадських радіопрограм тематичні передачі з творами української музичної класики, наживо виконуючи їх у супроводі піаніста-віртуоза Лео Баркіна.
Періодично був солістом Капели бандуристів ім. Т. Шевченка (Детройт, США).
У 1980 році виступив концертами у Тернополі, Львові та Києві, у 1990-х презентував в Україні свої книги й часто бував з концертами, творчими зустрічами у Чорткові, Тернополі, Стрию, Дрогобичі, Львові, Чернівцях.
Уже в зрілому віці вступив на бібліотечні курси Оттавського університету, закінчив бакалавром. До виходу на пенсію працював бібліотекарем у Метрополітальній бібліотеці Торонто, не перериваючи концертування й звукозаписів.
Йосип Гошуляк помер 26 травня 2015 року в Торонто, Канада. 2 червня його було поховано на цвинтарі Св. Володимира в Оуквілі. Деякі його речі дружина передала до Музею Соломії Крушельницької у Львові.

## Творчість

### Оперні партії
Співав п'ятьма мовами: українською, російською, італійською, англійською, французькою; у камерних концертах також німецькою. У його репертуарі 25 оперних партій: Дж. Верді — короля Філіппа в «Дон Карлосі», Рамфіса в «Аїді», Ґ. Доніцетті — Раймондо в «Лючії ді Ляммермур», А. Понкіеллі — Альвізе в «Джоконді», Дж. Пуччіні — Колліна в «Богемі», Анґелотті в «Тосці»; Ж. Бізе — Цуніґа в «Кармен»; українських композиторів: М. Аркаса — Батька в «Катерині», М. Лисенка — Тараса в «Тараса Бульбі», Б. Лятошинського — Захара Беркута в «Золотому обручі», Г. Майбороди — Сильвестра в «Ярославі Мудрому»; російських: М. Мусоргського — Пімена, Варлаама в «Борисові Ґодунові»; П. Чайковського — Кочубея в «Мазепі». На оперній сцені: Короля в «Аїді», Банко в «Макбеті», Людовіко в «Отелло», Ґвардіано в «Силі долі» Дж. Верді; Сенеки в «Коронація Поппеї» К. Монтеверді; Тімура в «Турандот» Дж. Пуччіні; Лотаріо в «Міньйоні» А. Тома; Максима в «Купало» А. Вахнянина, Карася в «Запорожці за Дунаєм» С. Гулака-Артемовського; Ґреміна в «Євгенію Онєгіні» П. Чайковського.

### Камерний репертуар
У камерному репертуарі Йосипа Гошуляка здебільшого музична класика й романси (приблизно 200 творів): українська — М. Лисенка, В. Барвінського, С. Людкевича, Д. Бортнянського, Я. Степового, К. Стеценка, В. Косенка, М. Вериківського, А. Гнатишина, Л. Ревуцького, А. Кос-Анатольського, О. Бобикевича та багато інших; західноєвропейська — Л. Бетговена, Дж. Джордані, Дж. Каріссімі, Ж. Масне, Ал. Страделли, Дж. Тореллі, П. Тості, Ф. Шуберта, Р. Шумана; російська — О. Бородіна, М. Глинки, Д. Кабалевського, М. Мусорського, С. Рахманінова, П. Чайковського, у тому числі 40 оперних арій: українських композиторів — В. Гомоляки, С. Гулака-Артемовського, К. Данькевича, М. Лисенка, Б. Лятошинського; західноєвропейських — В. Белліні, А. Бойто, Дж. Верді, Ш. Гуно, В. А. Моцарта, А. Понкіеллі, Дж. Пуччіні, Дж. Россіні, А. Томи.
Окрім того, у концертному репертуарі більше 60-ти українських народних пісень і перлин епічного жанру: думи, чумацькі і козацькі пісні, балади.
Особливо ставився до спадщини Тараса Шевченка, був найактивнішим і найрепрезентативнішим пропагандистом музичних творів на слова Шевченка, маючи в своєму репертуарі 40 різностилевих творів українських композиторів. Виконував також численні твори на поезію Івана Франка (18 одиниць).
Повернув в Україну рідкісні музичні твори як «Псалом Давида 94» (П. Куліш, В. Барвінський) і поему-монолог «Чернець» (Т. Шевченко, М. Вериківський).

### Концертна діяльність
Брав участь у концертах, які влаштовували українські спільноти Канади та США, менше — в англомовному світі. Перший самостійний концерт співака відбувся в Торонто (30.03.1969, акомпанував Л. Баркін). У програмі — музичні твори Дж. Верді, Л. Бетговена, П. Чайковського, М. Вериківського, М. Лисенка, А. Кос-Анатольського, а також українські народні пісні. Відбув надзвичайно успішне концертне турне по Західній Канаді (12–26.11.1972). З величезним успіхом концертував в Україні: Львів, Чернівці, Тернопіль, Київ (1980). У концертах, у фортепіанному супроводі Н. Шульмана, звучали міжнародна й українська класика, зокрема забуті, замовчувані, а навіть заборонені совєтським режимом солоспіви М. Лисенка й С. Людкевича. Ось відгуки музичних критиків України:
З першої фрази арії Альвізе з опери „Джоконда“ Понкіеллі зал відчув, що на сцені майстер високого класу. До останньої ноти у складній і цікавій програмі Й. Гошуляка відчувалася ґрунтовна вокальна школа, глибока музикальність, яскравий талант тонкого інтерпретатора, чітка і виразна дикція, і як результат плідної творчості артиста — живі музичні фрази, зігріті внутрішнім ліризмом і красою тембру.— співак Сергій Козак, 
…Йосип Гошуляк володіє красивим, ліричним, міцним басом, який дуже добре і рівно звучить по всьому діапазону. Його чудова вокальна школа доповнює всі його звукові здібності. Його величезна музикальність і найвища виконавська манера дають слухачам справжню насолоду.— піаніст Натан Шульман, 
У 1990 співав у концертах діаспорних музичних колективів у багатьох містах Галичини та у Києві; мав доброчинний Шевченківський концерт у Львові.
Після концертних гастролей по Україні (1980) українська діаспора звинуватила Й. Гошуляка у вислужництві перед радянським режимом. Більше 10-ти років бойкотувала, зокрема, його самостійний концерт у приміщенні Королівської консерваторії (Торонто, 12.02.1982). З тих же міркувань не співака вміщено в Encyclopedia of Ukraine.[джерело?]
Серед величезної кількості концертів Й. Гошуляка, в яких він брав участь, варто вирізнити такі:
- до 50-ї річниці від дня смерті композитора М. Лисенка (Нью-Йорк, США, 24.11.1963),
- на відкритті пам'ятника Т. Шевченкові (Вашинґтон, 26,27.06.1964);
- ювілейних концертах до 150-річчя народження Т. Шевченка (Гамільтон, Оттава, Торонто, Канада, 22, 28, 29.11.1964);
- концерті-пам'яті С. Бандери (Клівленд, США, 18.10.1964),
- до прибуття в Канаду Патріарха Йосифа Сліпого (Торонто, 17.06.1968),
- тематичному вечорі «Шевченко у слові й пісні»(Торонто, 28.03.1971),
- у концерті вокалістів у супроводі Канадського змішаного симфонічного оркестру під диригентурою Е. Барбіні (Торонто, 1972), тематичному концерті «Думи у слові та пісні» (Торонто, 10.06.1972), літературно-мистецькому концерті, присвяченому пам'яті письменників Розстріляного відродження (Торонто, 22.02.1976),
- до річниць Злуки України (Рочестер, США, 29.01.1977), 60-річчя Української національної революції (Філадельфія, США, 26.03.1977), 90-річчя композиторів Л. Ревуцького і 100-річчя С. Людкевича (Торонто, 21.10.1979), 90-річчя лицедіїв Й. Гірняка та О. Добровольської (Торонто, 31.03.1985), 5-ї річниці перепоховання В. Стуса, Ю. Литвина, О. Тихого (Торонто, 20.11.1994) та ін.

У концерти включав українську музичну класику й українські романси, арії з українських опер, а також камерні твори й оперні арії зі світової музичної скарбниці. У кожному його концерті чи виступі були музичні твори, скомпоновані на поезію Т. Шевченка. Окрім того, в концертах пропагував найкращі зразки українського фольклору: народні пісні, думи, чумацькі та козацькі пісні.

### Дискографія
Перші платівки з голосом Гошуляка — «Rhapsody with Romanoff», 1959 р., два солоспіви на платівці «Миколи Фоменка», 1966 р.
У 1967 Йосип Гошуляк записав свій перший музичний альбом «Українська класика І. Тебе я в пісні бачу, рідний краю», до 100-річчя Канади й 75-річчя поселення в ній українців. У музичний альбом увійшло 10 перлин української класики: М. Лисенка, В. Барвінського, К. Стеценка, М. Гайворонського, Я. Степового (акомпаніатор — Лео Баркін).
Канадські музичні критики високо оцінили цей музичний альбом:
Наш артист, Йосип Гошуляк, має чудовий і багатий голос-бас. Голос вирівняний, подання його зразкове, як і дикція. Артист доречно й пластично розгортає текстово-музичні образи, з повним зрозумінням і чуттям нюансує, інакше — артист вільно й глибоко інтеліґентно володіє всією гамою співочих засобів виразності. Шкода тільки, що навіть і «гай файделіти» не може схопити й передати його проникливі піано та ще й з ніжним наголосом…— музикознавець Павло Маценко, 
Одним з бажаних надбань моєї плитотеки є платівка у виконанні Йосипа Гошуляка п.з. «Українська класика»… На платівці Йосип Гошуляк демонструє один з найкращих голосів сьогодення— музичний критик Дейвид Робертсон, 
Другий музичний альбом Й. Гошуляка «Басові арії та монологи» у супроводі Торонтонського симфонічного оркестру під орудою Е. Барбіні побачив світ у 1975 р. Записано арії Прочіди з «Сицилійської вечірні», Фієско з «Набукко», короля Філіппа з «Дон Карлоса» Дж. Верді, а також Варязького гостя зі «Садко» М. Римського-Корсакова, поема-монолог Т. Шевченка «Чернець» М. Вериківського та «Ой, чого ти, Дніпре» М. Фоменка.
Цей музичний альбом захоплено зустріла англо- й україномовна музична критика:
І ось тепер цей голос знову зазвучав в італійському репертуарі і знову він надзвичайно чистий і прекрасний. З трьох арій Верді — „Дон Карлос“, „Набукко“ та „Сицилійська вечірня“, арія з першої названої опери — найпрекрасніша з усіх досі записаних на платівках. Це прекрасне відтворення та унікальна інтерпретація розбитосердечного Філіппа поставить Гошуляка у перші ряди великих світових басів.— музичний критик Дейвид Робертсон, 
Хочу висловити Вам подяку за надіслану раніше свою платівку, яка доставляє мені велику радість. Ви — один з найкращих басів, яких знала українська земля. Доказ цьому — блискуче ваше виконання репертуару на платівках.— музикознавець Іван Лисенко, 
Я, особисто, слухаючи „Ченця“ перший раз, дослівно скам'яніла від самого твору та його інтерпретації. Невірогідної сили твір, у якому злилися в одну цілість поетичний твір Т. Шевченка, музичний М. Вериківського й мистець-виконавець Й. Гошуляк.—  мистецтвознавець Марія Гарасевич, 
Третій музичний альбом співака «Тарас Шевченко — український бард. Українська класика ІІ» із 13-ма композиціями (акомпаніатор — Тетяна Ткаченко, 1982 р.) присвячено 1500-річчю Києва. У нього увійшли твори М. Лисенка, С. Людкевича, Д. Січинського, А. Кос-Анатольського, О. Бобикевича. Уже тривав бойкот Й. Гошуляка, тож українська музична критика не була багатослівною. Зате музичний альбом захоплено зустріли англомовні музикознавці, а з перебігом часу і в Україні.
У платівці з творами Шевченка Йосип Гошуляк знову проявив захоплюючу широту свого голосу, глибоке відчуття слів і мелодії.— музичний критик Пауль Зарінс, 
Музична інтерпретація «Кобзаря» з уст Гошуляка просто неперевершена… Загалом він віддає перевагу класичній музиці М. Лисенка на слова Шевченка, і не безпідставно, бо в ній воєдино злилась геніальна поезія з не менш геніальною подачею музичної теми. Окрім того, музика Лисенка дуже близька до природної суті співака і він вміло підтримує її драматичний струмінь.— дослідник української пісні Григорій Нудьга, 
… в нього (Йосипа Гошуляка) радісно-геніальна синтеза рідного, чи народного з міжнародним. І такий особливий блиск присвічував сценічній діяльності та доборові репертуару нашого співака. Тому в його програмах поруч себе Бетговен і Барвінський, Верді й Вериківський….— музикознавець Роман Савицький, 
Згодом співак перезаписував на аудіокасети та компактні диски свої музичні альбоми, доповнюючи їх записами з концертів: 1994 р., Канада — аудіокасети «Думи мої, квіти мої», «Українська класика»; 1995, Канада — компактні диски «Басові арії та монологи», «Тарас Шевченко у слові та пісні», «Романси», «Українські думи, пісні та романси», «З концертами по Україні».
До 200-річчя Тараса Шевченка співак підготував і видав комплект із трьох компактних дисків під загальною назвою «У поклоні Кобзареві» (Київ, 2012): перший — «І воспою знову», третій -«Надію в серці привітаю» — з музичними творами на слова Т. Шевченка, другий диск — «Басові арії та монологи» (останньому повернуто повновартісне звучання голосу).

## Родина
Дружиною, а також редактором-упорядником чотирьох книг Йосипа Гошуляка й про нього є Марта Онуфрів.

## Відзнаки
Йосип Гошуляк:
- занесений в міжнародні та українські енциклопедії, довідник Американського біографічного інституту «Who's Who» (2004—2005),
- нагороджений грамотою того ж інституту із зачисленням до «світової еліти» (11.10.2004),
- Конґресом Українців Канади — нагороджений Шевченківською медаллю «за заслуги перед українсько-канадською громадою» (9.10.2007),[19]
- має звання заслуженого артиста України[3]

### Статті та видання
- Історія вокального мистецтва / О. Д. Шуляр: [монографія]: Ч.ІІ. — Івано-Франківськ, «Плай» 2012. — С.337
- Аріадна Шум-Стебельська. Концерт Йосипа Гошуляка в Торонто. — Торонто: Наша мета. — 1972. — 31 травня.
- Борис Олександрів. Йосип Гошуляк: силует співака-артиста. — Нью-Джерсі, США: Свобода. — 1977. — 1–4 лютого.
- Іван Лисенко. Осяйний поет музики («Й свого не цурайтесь»). — Львів: Каменяр, 1995.
- Андрій Тулянцев. На вершині майстерності. — Дніпропетровськ: Бористен. — 2001. — Січень.
- Володимир Грабовський, Марта Онуфрів. Життя коротке — мистецтво вічне. — Торонто: Міст. — 2005. — 25 серпня.
- Грабовський, Володимир (3 вересня 2008). Українська мелодія з Канади. День. Архів оригіналу за 25 лютого 2018. Процитовано 25 лютого 2018.
- Андрій Тулянцев. Йосип Гошуляк: Громадянин, співак, публіцист [Архівовано 21 квітня 2022 у Wayback Machine.] // Вісник Національної академії керівних кадрів культури і мистецтв. — 2013. — № 3. — С. 140—143.
- Марта Онуфрів. Свою Україну любіть. Йосип Гошуляк: до тебе в пісні лину, рідний краю. — Київ: ВД "Києво-Могилянська академія. — 2014. — ISBN 9789665186632
- Людмила Бабій. Четверте повернення: Оперний співак Йосип Гошуляк знову навідався до Івано-Франківська. У книжці… // Галичина. — 2015. — 18 червня.

### Енциклопедичні довідки
- Мала українська музична енциклопедія / Упорядник Осип Залеський. — Мюнхен, 1971. — С. 29.
- Біографічний словник до історії українців Канади / Упорядник М. Марунчак. — Вінніпеґ, 1986. — С. 184.
- Наш театр. Книга діячів українського театрального мистецтва. 1915—1991. — Нью-Йорк — Париж — Сідней — Торонто, 1992. — Т. 2. — С. 691.
- Митці України: Енциклопедичний довідник / Упорядники М. Лабінський, В. Мурза. — К., 1992. — С. 182.
- Словник співаків України / Упорядник Іван Лисенко. — К., 1997. — С. 70.
- Contemporary Who's Who of Professionals. American Biographical Institute. Encyclopedia of Music in Canada. — Raleigh, North Carolina, USA, 2004—2005. — C. 189.
- Українська музична енциклопедія. Інститут мистецтвознавства, фольклористики та етнології ім. М. Т. Рильського НАН України. — Т. 1. — К., 2006. — С. 513—514.
- Енциклопедія сучасної України [Архівовано 25 лютого 2018 у Wayback Machine.]. Національна академія наук. Наукове товариство ім. Т.Шевченка. Інститут енциклопедичних досліджень НАН України. — Т. 6. — К., 2006. — С. 344.
- Західньоканадський збірник. Наукове товариство ім. Т. Шевченка в Канаді. — Т. 5. — Едмонтон, Канада — Острог, 2008. — С. 10–21.